# Mathew Leckie
Mathew Allan Leckie (Melbourne, 4 februari 1991) is een Australisch voetballer die doorgaans als aanvaller speelt. Hij verruilde FC Ingolstadt 04 in juli 2017 voor Hertha BSC. Leckie debuteerde in 2012 in het Australisch voetbalelftal.

## Clubstatistieken
| Seizoen                                 | Club                     | Competitie    | Wed. | Goals |
| --------------------------------------- | ------------------------ | ------------- | ---- | ----- |
| 2008/09                                 | FC Bulleen Lions         | ...           | 37   | 15    |
| 2009/10                                 | Adelaide United          | A-League      | 20   | 3     |
| 2010/11                                 | Adelaide United          | A-League      | 15   | 5     |
| 2011/12                                 | Borussia Mönchengladbach | Bundesliga    | 9    | 0     |
| 2012/13                                 | Borussia Mönchengladbach | Bundesliga    | 0    | 0     |
| 2012/13                                 | → FSV Frankfurt          | 2. Bundesliga | 28   | 4     |
| 2013/14                                 | FSV Frankfurt            | 2. Bundesliga | 31   | 10    |
| 2014/15                                 | FC Ingolstadt 04         | 2. Bundesliga | 32   | 7     |
| 2015/16                                 | FC Ingolstadt 04         | Bundesliga    | 32   | 3     |
| 2016/17                                 | FC Ingolstadt 04         | Bundesliga    | 30   | 0     |
| 2017/18                                 | Hertha BSC               | Bundesliga    | 26   | 5     |
| 2018/19                                 | Hertha BSC               | Bundesliga    | 18   | 2     |
| 2019/20                                 | Hertha BSC               | Bundesliga    | 2    | 0     |
| Totaal                                  | Totaal                   | Totaal        | 280  | 54    |
| Bijgewerkt tot en met 11 september 2019 |                          |               |      |       |

## Interlandcarrière
Leckie debuteerde op 6 februari 2012 in het Australisch voetbalelftal, in een vriendschappelijke wedstrijd tegen Roemenië (3–2 verlies). Hij nam in juni 2017 met Australië deel aan de FIFA Confederations Cup in Rusland, waar in de groepsfase eenmaal werd verloren en tweemaal werd gelijkgespeeld.

## Erelijst
Ingolstadt
- 2. Bundesliga

2014/15
 Australië
- Aziatisch kampioenschap voetbal

2015